# Henri de Sully (trésorier)
Pour les articles homonymes, voir Henri de Sully.
Henri IV, sire de Sully, né en 1282 et mort en 1336, grand bouteiller de France, est un seigneur français du XIVe siècle, grand trésorier du royaume sous Philippe V.

## Biographie

### Famille
Henri IV de Sully est le fils de Henri III de Sully, bouteiller de France sous Philippe III le Hardi, et de Marguerite de Bommiers dame de Brion et Châteaumeillant (fiefs qu'elle tenait de sa propre mère Mathilde de Déols, petite-nièce de Raoul VI de Déols et Châteauroux). Il épouse Jeanne, fille de Jean V de Vendôme-Montoire (1275-1309), de laquelle il a neuf enfants.

### Conseiller royal
Conseiller de Philippe le Bel à la fin de son règne, Henri de Sully s'attache à son fils cadet le comte Philippe de Poitiers. En 1316, il soutient ce dernier lors de son accession à la régence puis au trône de France en tant que Philippe V. Il est récompensé en recevant la prestigieuse charge de grand bouteiller de France en 1317.

### Ministre de Philippe V
Henri de Sully joue surtout un rôle clef dans l'administration du royaume en devenant grand trésorier, ou « souverain du trésor ». Il commande ainsi tous les fonctionnaires habilités à recevoir des fonds : receveurs, baillis, sénéchaux etc. Il s'entoure à Paris de trois collaborateurs roturiers : Jean Billouart, Gui Florent et Garin de Senlis. Entre 1317 et 1320, cinq ordonnances successives de Philippe V délimitent le travail des trésoriers qui non seulement encaissent les recettes, mais aussi s'acquittent des dépenses. Tous les mois, Sully établit un état du Trésor remis au roi. Les états en question sont remis chaque année à la Chambre des comptes, créée en 1320, qui procède à leur vérification. Le grand trésorier est également premier président de cette chambre, preuve de sa grande puissance en matière financière.
Plus généralement, l'action de Philippe V et de son conseiller en matière financière tend à bureaucratiser l'administration du royaume.
Henri de Sully joue également un rôle diplomatique important. Il participe ainsi à la réconciliation entre le roi et son cousin Eudes de Bourgogne. En 1318, il est envoyé en ambassade auprès du pape Jean XXII.
La même année, Sully connaît un important différend avec Béraud X de Mercœur, conseiller royal qu'il accuse de trahison. Le roi doit intervenir pour régler la querelle entre les deux hommes.

### Gouverneur de Navarre
Philippe V meurt le 3 janvier 1322. Son frère Charles IV lui succède et remplace Sully à la tête du Trésor par un de ses fidèles, Pierre de Rémi. On le retrouve en 1323 dans une ambassade envoyée à Westminster par Charles de Valois, dans le but de marier une de ses filles avec le fils aîné du roi d'Angleterre.
En 1329, Sully réapparaît en devenant gouverneur du royaume de Navarre, au nom du nouveau souverain Philippe d'Évreux. À ce poste, il participe à des tractations diplomatiques dans le but de lancer une croisade contre le royaume de Grenade, projet qui n'aboutit pas.
En 1335, la Navarre entre en guerre contre le royaume d'Aragon et le gouverneur Sully se charge de la mise en défense du petit royaume pyrénéen. Il meurt en charge en 1336, à cinquante-quatre ans.

### Postérité
Henri IV de Sully épouse Jeanne de Vendôme, fille du comte Jean V de Vendôme et d’Éléonore de Montfort-Castres, qui lui donne entre autres :
- Jean II de Sully († 1343) épouse en 1320 Marguerite de Bourbon, fille de Louis Ier de Bourbon, d'où :
  - Louis Ier de Sully († 1382), x Isabeau de Craon († 1394), d'où : 
    - Marie de Sully (1365 - v. 1409/1410), héritière des Sully et des Craon, promise en 1381 à Charles de Berry (1371-1383), puis mariée 1° 1383 à Guy VI de La Trémoïlle (né en 1343/1346-† 1397 de retour de Nicopolis), et 2° 1401 au connétable Charles d'Albret (1368-† 1415 à Azincourt) : Postérité des deux mariages. L'essentiel de sa succession féodale (sauf les possessions en Berry et Bourbonnais : Orval, Montrond et St-Amand, la Chapelle d'Angillon et Argent, Boisbelle, Bruère, Epineuil, qui passent aux Albret, suivis de leurs descendants Nevers-Rethel jusqu'à l'acquisition par Béthune en 1605) ira aux La Trémoïlle, alors qu'à l'occasion de ses 2° noces elle les avait déshérités ![3]
- Philippe de Seuly (Sully), seigneur de La Chapelle d’Angillon, épouse en 1320 Jeanne, fille de Raoul III d'Harcourt d'Avrilly, remariée en 1327 à Amaury III de Meulan-Beaumont baron de La Queue-en-Brie et du Neubourg (arrière-petit-fils d'Amaury Ier)
- Marie de Sully épouse en 1318 Robert VIII Bertrand de Bricquebec, Maréchal de France
- Mahaut de Sully épouse en 1318 Jean II de Lévis, seigneur de Mirepoix
- Éléonore/Aliénor de Sully épouse en 1325 Guillaume, seigneur de Lignières, vicomte de Méréville ; puis Vivien, seigneur de Barbezieux et Jonzac ; et peut-être en 1336 Gaston Ier de Lévis-Mirepoix de Léran, frère cadet de Jean II de Lévis
- Marguerite de Sully (° ~1346 + après 1375), épouse (janvier 1319) Joffroi IV (+ 1375), Seigneur d'Apremont et de Dun)
- Jeanne de Sully (+ 1385), Dame de Corbigny et Brion, épouse (11 avril 1336) Jean Ier, Vicomte de Rochechouart († 19 septembre 1356 à Poitiers), seigneur de Tonnay-Charente : le vicomte Jean II de Rochechouart est leur petit-fils, et il marie Aénor de Mathefelon-Durtal, dame d'Azé et d'Entrammes, et probablement héritière, en Berry, d'Ivoy (avec Bréviandes et Malvoisine), Jars et Maupas/Morogues par sa mère ou belle-mère Jeanne de Bruyères, fille de Thomas Ier de Bruyères et sœur de Thomas II de Bruyères et Puivert ci-dessous
- Agnès de Sully, épouse Thomas II de Bruyères et Puivert (vers 1315-1371), fils de Thomas Ier de Bruyères et Puivert, et d'Isabelle de Melun (elle-même fille d'Adam IV de Melun et de Jeanne de Sully († 1306), dame de Maupas, de Jars et d'Ivoy, tante de notre Henri IV de Sully)
- Jeanne de Sully et Isabelle de Sully, religieuses à Longchamp.

### Article lié
- Liste des seigneurs de Sully-sur-Loire

## Sources
- Ivan Gobry, Philippe V, Coll. Histoire des rois de France, Paris, Pygmalion, 2010.

- Joseph Petit, Charles de Valois, Paris, 1900.